# Adolfo Giaquinto (magistrato)
Adolfo Giaquinto (Potenza, 12 novembre 1878 – Roma, 11 agosto 1971) è stato un magistrato, avvocato e politico italiano.

## Biografia
Figlio di Alfonso e Mariannina Fanti, dopo aver conseguito la laurea in giurisprudenza, riceve la cattedra di diritto amministrativo e scienza dell'amministrazione presso le università di Napoli e Roma. Tra il 1927 e al 1930 è primo presidente della Corte d'appello di L'Aquila.
Nel 1934 diventa procuratore generale e nel 1936 primo presidente della Corte d'Appello di Roma. Due anni dopo, abbandona la magistratura per esercitare l'avvocatura generale dello Stato e viene nominato senatore nel 1939.
Ottiene altre cariche: membro della Commissione dell'economia corporativa e dell'autarchia (1939-1943) e Membro della Commissione di finanze (dal 1º maggio al 5 agosto 1943). Rientrato in magistratura nel 1945, viene nominato presidente della Corte suprema di cassazione.
È inoltre membro della commissione parlamentare per il codice civile e di quella ministeriale per i codici civile e di procedura civile. Muore a Roma nel 1971.